# Shuanghe (socken i Kina, Yunnan, lat 26,62, long 104,41)
Shuanghe är en socken i Kina. Den ligger i provinsen Yunnan, i den sydvästra delen av landet, omkring 240 kilometer nordost om provinshuvudstaden Kunming. Antalet invånare är 27 042. Befolkningen består av 12 137 kvinnor och 14 905 män. Barn under 15 år utgör 28,0 %, vuxna 15-64 år 63 %, och äldre över 65 år 7,0 %.
Genomsnittlig årsnederbörd är 1 229 millimeter. Den regnigaste månaden är juli, med i genomsnitt 251 mm nederbörd, och den torraste är januari, med 11 mm nederbörd.